# Дагестанська музика

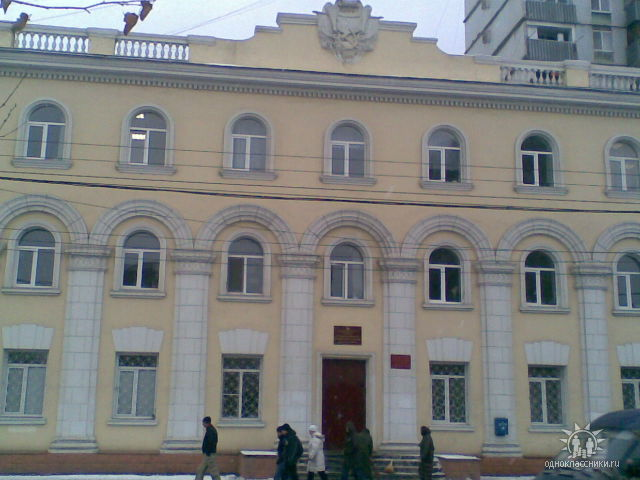
Махачкалинське училище

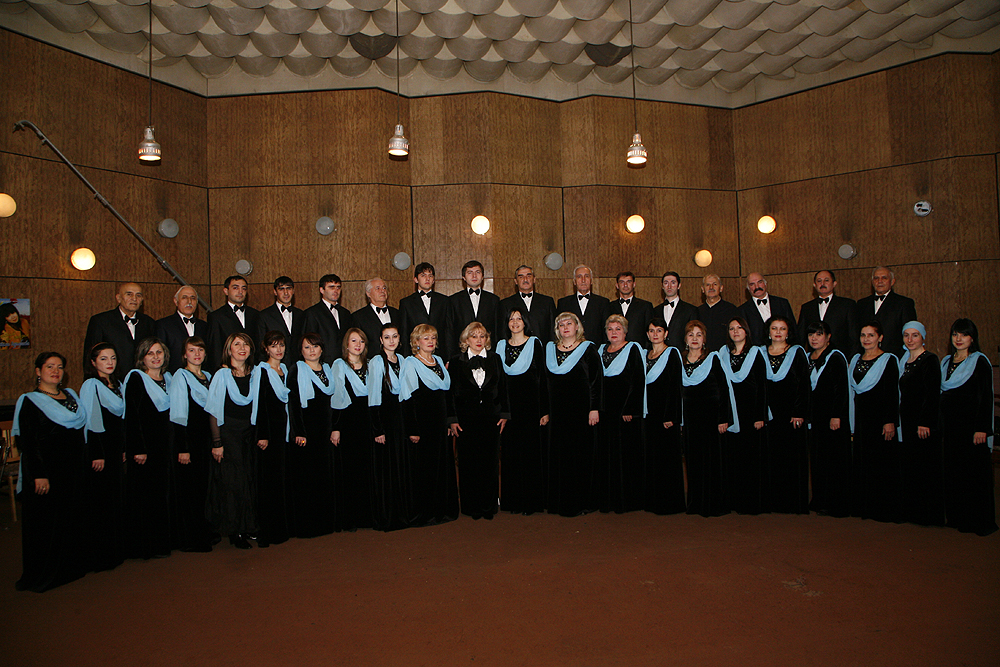
Державний хор Республіки Дагестан

Музичній культурі Дагестану, який об'єднує у собі біля тридцяти різних народів, при всій її різноманітності притаманна певна спорідненість, яка обумовлена єдністю історії та умов життя горців. В музично-поетичній творчості дагестанських народів звертає на себе увагу героїчний епос. Всюди існують подібні обрядові, трудові, жартівливі, побутові, любовно-ліричні пісні. Загальнодагестанський танок, частіше на 6/8 (за межами Дагестану його називають лезгінкою). Основна форма вокального виконавства-сольний спів з інструментальним супроводженням. Типовий вид ансамблю-тріо з одним ударним інструментом. Інтонаційна спорідненість музики дагестанських народів проявляє себе у одноманітності деяких ладових та метричних структур, кадансових зворотів та інше. Більше за все розповсюджені натуральні лади без підкреслених вводнотонових закінчень. Зустрічається змінний метр з чергуванням розмірів 6/8 та 3/4, двочастинна структура пісні.
Серед національних інструментів духові: дудук, зурна, струнно-щипкові агач-кумуз, пандур (тамур), чунгур, саз, тар. Струнно-смичкові кеманча. Ударні-барабани та бубни. Однорядова (азійська) гармоніка-арган. Поширені також баян, балалайка, мандоліна, кларнет, гітара. Танцювальна музика відрізняється мелодійною яскравістю, гостротою ритміки та різноманітністю темпа, ритму. Записи дагестанської музики вперше опубліковані Іваном Вікентійовичем Добровольским у Азійському музичному журналі (1816-18). Публікації збірок народних пісень вперше вийшли у двадцятих роках 20-го століття (Готфрід Алієвич Гасанов, Т. Бейбулатов та інші).
Після створення у 1921 Дагестанської АРСР зароджується професійна музична творчість. 1926 року було у місті Буйнанськ було засноване музичне училище, в 1927 перенесене до Махачкали. Велику роль у формуванні нової музичної культури республіки відіграла діяльність Т. А. Мурадова, П. Ф. Проскуріна, Х. М. Ханукаєва, Д. М. Далгат. Засновник професійної дагестанської музики Г. А. Гасанов (перша національна опера «Хочбар», 1937, музичні комедії «Якщо серце забажає», «Махачкала», «Під Деревом». Також Симфонічні танці, два концерти для фортепіано з оркестром та камерні твори). Великий внесок зробили С. А. Агабабов, Н. С. Дагіров, С. А. Керімов, Ш. Л. Чалаєв, К. М. Шамасов. Самодіяльний композитор Цурмилов. 1998 року було відкрито Дагестанський театр опери і балету. ‎